# Erich Hartmann (militare)
Erich Alfred Hartmann, conosciuto anche come "Bubi" (ragazzino in tedesco), "il biondo cavaliere della Germania" o "il diavolo nero" (Weissach, 19 aprile 1922 – Weil im Schönbuch, 20 settembre 1993), è stato un aviatore tedesco, noto per essere stato l'asso dell'aviazione con il maggior numero di abbattimenti della storia.
Abbatté infatti nello spazio di quasi tre anni un totale di 352 aerei nemici, di cui 345 sovietici, in 825 combattimenti aerei e 1 404 missioni di guerra effettuate durante la seconda guerra mondiale, prestando servizio nella Luftwaffe, l'aeronautica militare tedesca. Hartmann, che volò sempre su caccia Messerschmitt Bf 109 e non perse mai un gregario, fu anche il miglior pilota tedesco del fronte orientale nonché il primo a raggiungere in successione le 300 e le 350 vittorie. Fu costretto ad atterrare o a lanciarsi dall'aereo per quattordici volte.

## Biografia

### Infanzia e arruolamento
Erich Hartmann nacque a Weissach, nel Baden-Württemberg, il 19 aprile 1922 da Alfred Hartmann, medico, ed Elisabeth Machtholf, che un anno dopo partorì un altro figlio, chiamato Alfred come il padre. Nel 1925, vista la difficoltà del capofamiglia di esercitare la professione medica in Germania, la famiglia si trasferì in Cina, dove Alfred aprì un ambulatorio a Changsha. I disordini che mettevano a rischio la sicurezza degli occidentali convinsero però la famiglia a ritornare in patria. Il padre di Erich riuscì a fare il medico, mentre la madre, pilota di aliante, trasmise la passione al figlio più grande che, a 14 anni, ottenne il brevetto di pilota .
Finita la scuola media superiore nell'aprile 1940, Erich Hartmann si arruolò nella Luftwaffe (l'aeronautica militare tedesca) e il 15 ottobre dello stesso anno venne assegnato al Flieger-Ausbildung-Regiment 10, un reparto di addestramento stanziato a Neukuhren (Prussia Orientale). Trasferito nel marzo 1941 alla Luftkriegsschule 2 (2ª scuola di guerra aerea) a Berlino-Gatow, seguì il corso di formazione per piloti di velivoli a motore e, grazie alle sue abilità nel volo a vela, gli venne permesso di effettuare il primo volo da solo dopo 74 voli addestrativi. Assegnato alla specialità della caccia, il 15 ottobre iniziò il corso dedicato che finì il 31 gennaio 1942, quindi passò alla Jagdfliegerschule 2 (2ª scuola di caccia aerea) di Zerbst/Anhalt dove il 31 marzo 1942 fu promosso Leutnant (sottotenente). Con questo grado passò il 20 agosto alle dipendenze dell'Ergänzungs-Jagdgruppe Ost (gruppo complementare caccia est) di base a Gleiwitz.

### Al fronte orientale
Il 10 ottobre 1942 Hartmann raggiunse la sua prima unità, la 7ª Staffel del III Gruppe del Jagdgeschwader 52 (7./III./JG 52 – 7ª squadriglia del III gruppo del 52º stormo caccia), impegnata sul fronte orientale contro l'Unione Sovietica. In questo periodo, a causa della sua giovane età e del suo viso da fanciullo, venne soprannominato "Bubi" ("ragazzino" in tedesco); pare che il soprannome gli fu attribuito dagli assi Walter Krupinski o Alfred Grislawski, quest'ultimo tra l'altro, assieme ai colleghi Josef Zwernemann ed Edmund Roßmann, tutore e mentore di Hartmann durante i suoi primi giorni nel JG 52. Il giovane pilota del Baden-Württemberg ottenne la sua prima vittoria il 5 novembre 1942 a bordo di un caccia Messerschmitt Bf 109G abbattendo sopra Digora un Ilyushin Il-2 del 7º Reggimento aereo d'attacco della Guardia che, esplodendo, danneggiò anche il suo aereo costringendolo ad atterrare col carrello d'atterraggio chiuso. Hartmann dovette attendere il 27 gennaio 1943 per segnare la sua seconda vittoria, ottenuta nei cieli di Armavir contro un caccia MiG-3. Altri successi tardarono ad arrivare: dopo cento missioni aveva ottenuto solo sette vittorie. La sua abilità, però, cresceva gradualmente, grazie agli insegnamenti del suo Rottenführer (capo di una formazione di due caccia da non confondersi con l'omonimo grado delle SS), l'asso Edmund Roßmann. Fu proprio Roßmann – che era stato ferito a un braccio e quindi non poteva impegnarsi in violenti combattimenti manovrati ma prediligeva il tiro a lunga distanza e gli attacchi di sorpresa – a insegnargli a sapersi trattenere e valutare bene la situazione prima di attaccare. Nel marzo 1943, la sua bravura gli valse la nomina ad aiutante (con compiti amministrativi) del nuovo comandante della 7./JG 52, Walter Krupinski.
Nell'aprile 1943 venne nominato Rottenführer, e il 30 del mese, nel corso della sua 120ª sortita, riportò la decima e undicesima vittoria ai danni di due LaGG-3 sulla penisola di Taman'. Il 25 maggio effettuò con il suo Bf 109G-4 (W.Nr. 14997) un atterraggio forzato dopo essere entrato in collisione con un LaGG-3; seguì un periodo di licenza terminato a fine giugno. Nel luglio 1943 aveva svolto duecento missioni e durante la battaglia di Kursk conseguì quindici vittorie in quattro giorni: quattro il giorno 5, sette il giorno 7 e altre quattro il giorno 8. Alla fine di luglio le sue vittorie totali erano 46, diversamente quantificate da altre fonti in 42 o 34. In quello stesso mese, Hartmann fu nominato dal suo comandante di gruppo (Gruppenkommandeur) Günther Rall comandante ad interim della propria squadriglia (Staffelkapitän), la 7ª del JG 52, in attesa del ritorno del ferito Krupinski. Nelle successive cento missioni, svolte in due mesi, ottenne altre sessantuno vittorie, nonostante il 20 agosto, dopo la 90ª vittoria (la 50ª era arrivata il 3 agosto) dovette atterrare con il suo Bf 109G-6 (W.Nr. 20485) in territorio sovietico, dove fu preso prigioniero. Poche ore dopo, fingendosi ferito, riuscì con uno stratagemma a fuggire facendo ritorno al JG 52 due giorni dopo.

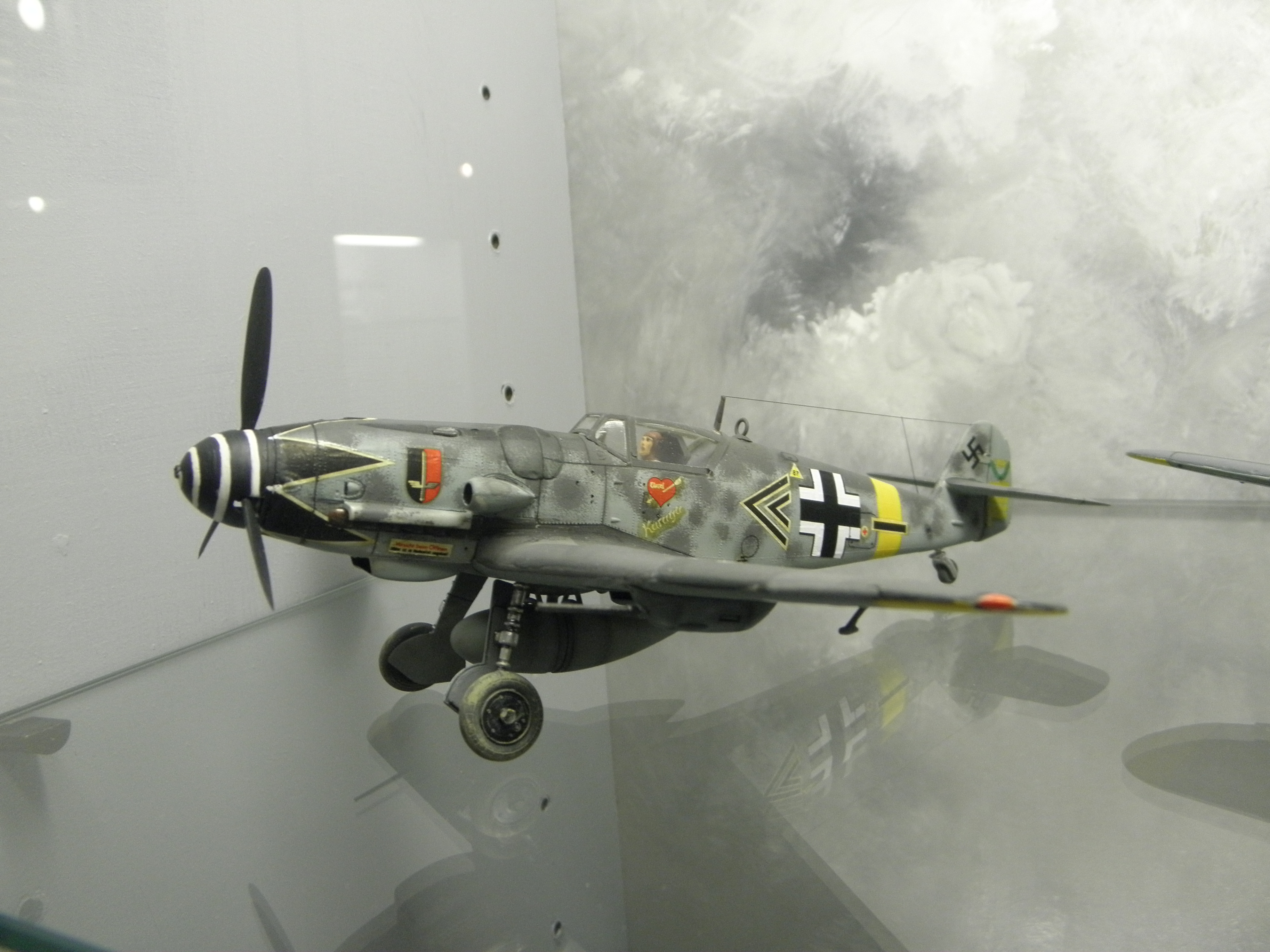
Modello in scala che riproduce la livrea di uno dei Bf 109G pilotati da Hartmann. Museo del modellismo storico, Voghenza, Voghiera.

Con il crescere della sua abilità di pilota e di combattente, il numero degli aerei abbattuti iniziò ad aumentare rapidamente. Il 2 settembre divenne Staffelkapitän della 9./JG 52. Il 19 abbatté due LaGG per la sua 96ª e 97ª vittoria mentre la centesima vittoria fu conseguita il 20 settembre 1943 quando fece precipitare tre Lavochkin La-5 e un P-39. Quasi un mese dopo, il 29 ottobre, gli venne conferita la Croce di Cavaliere per essere arrivato a quota 148 vittorie, numero salito a 150 il 13 dicembre sopra Apostolovo contro un La-5. Il 2 marzo 1944, dopo che il 26 febbraio aveva abbattuto dieci aerei nemici sopra Kirovograd superando i duecento abbattimenti al suo attivo, fu decorato con le foglie di quercia da aggiungere alla Croce di Cavaliere. Prima della ritirata tedesca dalla Crimea, Hartmann riuscì ad abbattere due LaGG l'8 maggio, poi, con a bordo due meccanici, lasciò con il suo Bf 109G la base di Cherson.
Il 9./JG 52 arretrò quindi in Romania per difendere le industrie petrolifere locali e qui, per la prima volta, Hartmann incontrò aerei statunitensi, appartenenti alla Fifteenth Air Force (15ª forza aerea). In due combattimenti, riuscì ad abbattere cinque P-51 Mustang, ma per altre fonti i Mustang abbattuti furono sette od otto (quattro su Ploiești, tre il 23 giugno e un altro il giorno successivo) se non addirittura uno solo fatto precipitare il 24 giugno. I sovietici - che lo avevano soprannominato "Diavolo nero" - restavano comunque i suoi principali avversari e il 18 luglio 1944 - pochi giorni dopo aver ricevuto le spade incrociate per la Croce di Cavaliere ed essere stato promosso Oberleutnant (tenente) - fu il quarto pilota nella storia a raggiungere quota 250 aerei abbattuti. Altre fonti riportano invece che tale numero di vittorie fu raggiunto il 4 giugno grazie all'abbattimento di sette aerei avversari. Fu quindi destinato a incarichi a terra dal comandante in capo della Luftwaffe Hermann Göring che temeva le ripercussioni propagandistiche causate dall'eventuale morte di un famoso asso come Hartmann. Nonostante queste preoccupazioni Hartmann riuscì a farsi assegnare nuovamente a un reparto di volo. In seguito, accumulando ben settantotto vittorie in quattro settimane, il 24 o 25 agosto 1944 raggiunse le trecento vittorie aeree pilotando un Bf 109G-6 e ottenne, il 26 agosto, l'aggiunta al fermaglio della Croce di Cavaliere, i diamanti, onorificenza effettuata direttamente da Hitler nella cosiddetta "tana del lupo". Uno dei soli ventisette militari della Wehrmacht a ricevere questa prestigiosa decorazione.
Per Hartmann seguì un periodo in licenza durante il quale sposò la sua fidanzata Ursula Pätsch. Testimoni al matrimonio furono gli assi Gerhard Barkhorn e Wilhelm Batz. Tornato al fronte nell'ottobre 1944, fu nominato comandante ad interim del II./JG 52, ma in pratica volava come caposquadriglia della 7ª o 4ª Squadriglia sui cieli ungheresi prima e cechi poi. Dal 1º al 14 febbraio 1945 fu comandante ad interim del I./JG 53, diventando il 15 del mese a tutti gli effetti comandante del I./JG 52. Le sue vittorie erano in quel momento 337, l'ultima ottenuta il 4 febbraio contro uno Yakovlev Yak-9. Nel marzo 1945 venne inviato a Lechfeld per addestrarsi con i nuovi e rivoluzionari jet Messerschmitt Me 262, tuttavia declinò l'invito del Generalleutnant (generale di divisione aerea) Adolf Galland di unirsi alla sua unità di assi equipaggiata con gli Me 262, lo Jagdverband 44, e tornò al JG 52. Il 17 aprile 1945 Hartmann fu il primo pilota al mondo a conseguire le 350 vittorie, e poco tempo dopo fu promosso Major (maggiore).
L'8 maggio 1945, in volo su un Bf 109G-14 per individuare forze sovietiche, avvistò un caccia Yak-11 o Yak-9 su Brünn, che stava compiendo delle acrobazie, e lo abbatté. Fu la sua ultima vittoria, numero 352, e anche l'ultima della Luftwaffe nel corso del conflitto: quando atterrò a Deutschbrod alle 09:20 infatti apprese che la Germania si era arresa. Il comandante dell'VIII. Fliegerkorps (VIII corpo aereo) generale Hans Seidemann ordinò al capo-stormo (Geschwaderkommodore, in questo caso del JG 52) Hermann Graf e ad Hartmann di arrendersi ai britannici a Dortmund, ma i due assi ignorarono l'ordine per non abbandonare i loro commilitoni del centro di comando e del I./JG 52, perciò si arresero alla 90ª divisione di fanteria statunitense che, nella seconda metà di maggio, li consegnò ai sovietici. Hartmann aveva compiuto 1 404 missioni di combattimento.
Grande esperto dei combattimenti aerei e maestro della tattica del "mordi e fuggi", Hartmann abbatté su un totale record di 352 aerei ben 260 caccia, tra cui sette P-51 Mustang statunitensi (ne aveva abbattuti altri due nell'aprile 1945). Riuscì ad abbattere ben undici aerei in un giorno solo, di cui quattro in un'unica missione, ma dovette compiere dodici atterraggi d'emergenza, anche se soltanto due dopo combattimenti aerei. Volò per tutta la guerra sul caccia Messerschmitt Bf 109.

### Dopoguerra

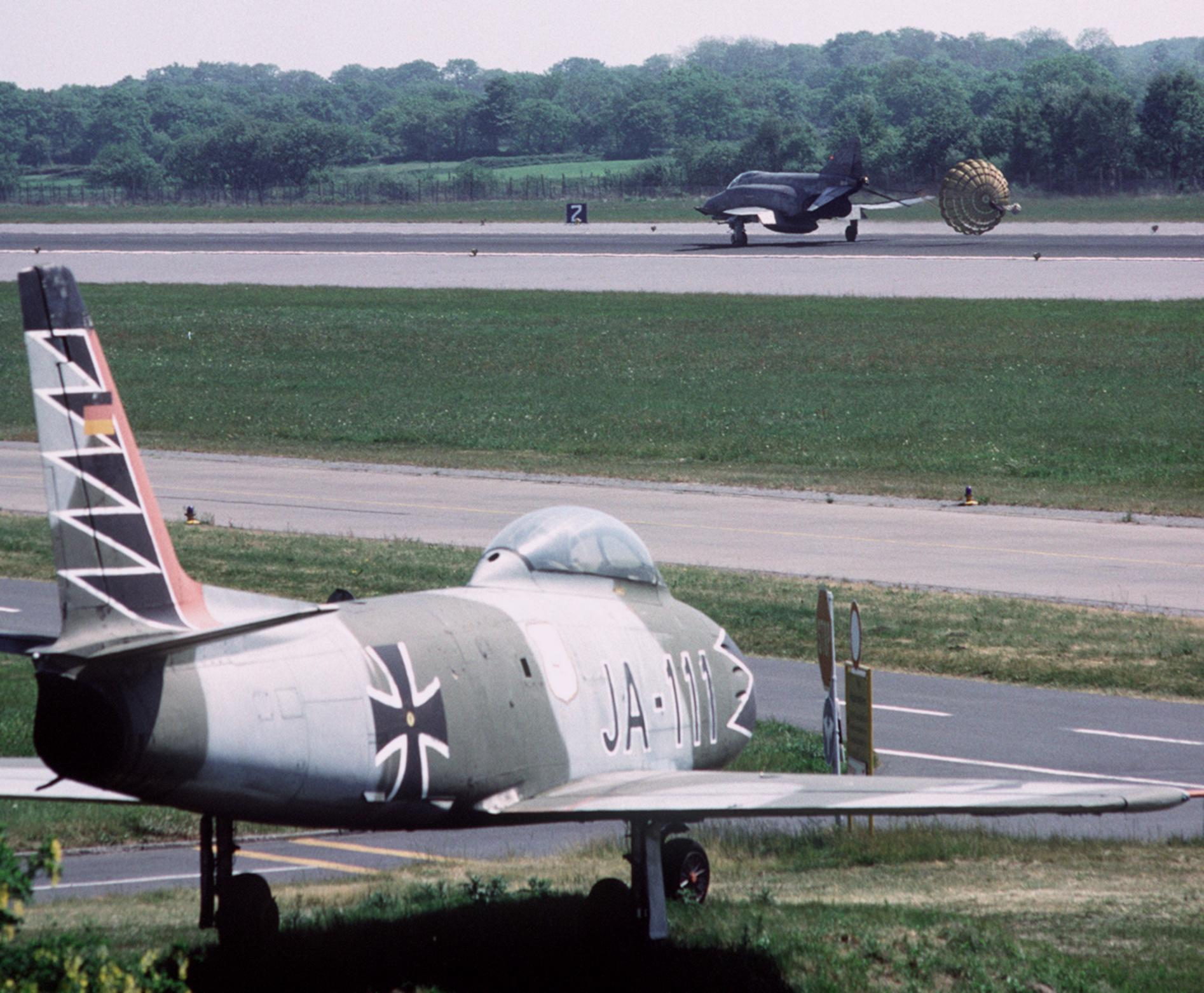
Il Canadair Sabre del Jagdgeschwader 71 "Richthofen" di Hartmann

Nel 1949, durante la prigionia, Hartmann venne accusato dai sovietici di crimini di guerra e condannato a venticinque anni di lavori forzati con l'accusa di "aver sabotato lo sforzo bellico sovietico". Venne liberato e rimpatriato il 10 ottobre 1955 grazie al miglioramento dei rapporti tra URSS e Germania Ovest in seguito a una visita a Mosca del cancelliere Konrad Adenauer.
Tornato ad abitare con la moglie Ursula Pätsch che lo aveva aspettato (un'altra fonte invece riporta che i due si sposarono in questo momento), Hartmann entrò nella rinata Luftwaffe ricoprendo, tra gli altri incarichi, il ruolo di comandante del Jagdgeschwader 71 (la prima unità della Germania Federale equipaggiata con caccia a reazione) volando quindi sui Canadair Sabre prima e sui Lockheed F-104 Starfighter poi; proprio l'esperienza negativa su questo aereo, causa di non pochi incidenti mortali di volo, lo mise in contrasto con i suoi superiori che ne rallentarono l'avanzamento di grado. Vista la situazione, l'asso tedesco si congedò il 30 settembre 1970, a soli 48 anni di età, con il grado di Oberst (colonnello). Fece comunque in tempo durante il suo servizio post-bellico a fare numerosi viaggi negli Stati Uniti, dove fu addestrato a volare su mezzi dell'aviazione militare statunitense.
Nei panni da civile fu istruttore di volo dal 1971 al 1974 a Hangelar, vicino a Bonn, evitando il più possibile apparizioni in pubblico. Erich Hartmann morì il 20 settembre 1993, all'età di 71 anni, a Weil im Schönbuch. La Russia lo prosciolse dalle accuse di crimini di guerra solo nel 1997.